# Un homme très recherché
Pour l’article homonyme, voir Un homme très recherché (film).
Un homme très recherché (en anglais A most wanted man) est un roman d'espionnage de l'auteur britannique John le Carré publié en 2008.

## Résumé
L'intrigue se déroule dans la ville de Hambourg dans un contexte post-11 septembre désenchanté. La ville, traditionnel carrefour d'échanges cosmopolite situé au nord de l'Allemagne, se remet mal d'avoir abrité en son sein une importante cellule terroriste islamiste à l'origine de l'attentat contre le World Trade Center de New York.
Issa, un jeune clandestin musulman d'origine tchétchène, débarque furtivement dans la ville et cherche de l'aide. Craintif comme un animal, il porte les stigmates de tortures qu'il a subies en prison en Russie et vit dans la terreur d'être repris. Il parvient à entrer en contact avec Annabel, une jeune avocate idéaliste de gauche dont le cheval de bataille est l'aide aux populations immigrées et défavorisées. Elle doit lui permettre de régler une importante affaire de succession auprès d'un banquier de la ville, Tommy Brue, car pour misérable et démuni qu'il soit, Issa serait potentiellement le riche héritier d'un défunt général russe enrichi par la mise à sac de la Tchétchénie et par des activités mafieuses. Mais le jeune homme, très croyant, ne veut paradoxalement pas profiter de sa fortune virtuelle, car les actes de barbarie perpétrés par son père rendent cet argent impur.
Dès lors, Issa devient à son insu l'objet d'un très vif intérêt de la part des différents services secrets occidentaux qui voient là l'occasion de monter une importante opération ciblant les réseaux islamistes...

## Livre audio en français
- John le Carré (trad. Mimi et Isabelle Perrin), Un homme très recherché [« A Most Wanted Man »], Paris, Audiolib, 11 mars 2009 (ISBN 978-2-35641-063-4, BNF 41441891, présentation en ligne)Texte intégral ; narrateur : Didier Weill ; support : 1 disque compact audio MP3 ; durée : 12 h 23 min environ ; référence éditeur : Audiolib 25 0099 9.